# 独龙江

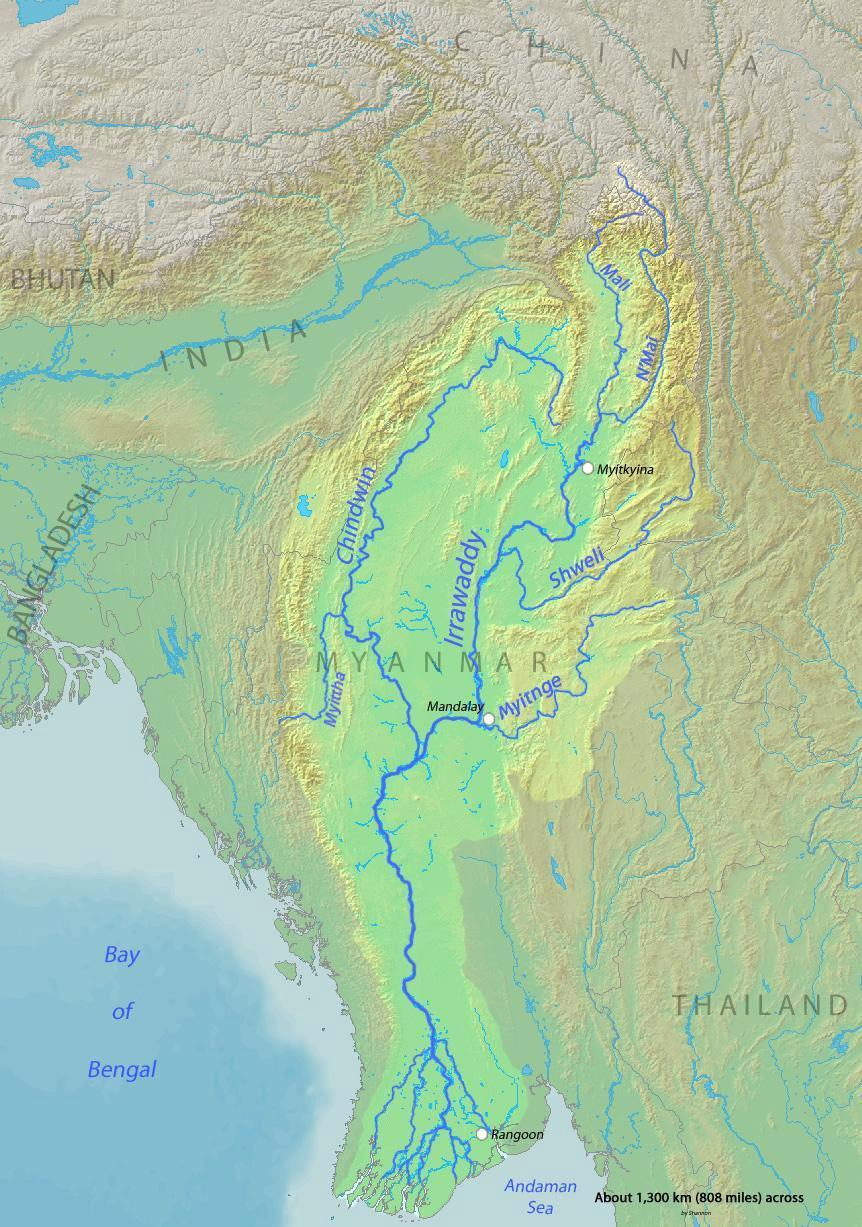
伊洛瓦底江及其主要支流

独龙江（tə³¹ruŋ⁵³ rə³¹məi⁵³），古称俅江，别称独龙河，是云南六大水系之一，伊洛瓦底江上游之主幹河道。是云南西北部横断山脉“四江并流”的重要组成部分。

## 源头
上源为克劳洛（或「克劳龙」，独龙语），在西藏察隅县境内藏语名称是吉太曲（或“吉台曲”，藏語：སྐྱིད་མཐའ་ཆུ་，藏语拼音：Gyita Qu）。传统意义上，嘎达曲（藏語：གད་སྟག་或ཀ་རྟགས་，藏语拼音：Kaidag或Gadag）被视为克劳洛（吉太曲）的正源，自郭哈林曲汇入嘎达曲（藏語：གད་སྟག་或ཀ་རྟགས་，藏语拼音：Kaidag或Gadag）至日东尔美汇入之间的河段均被称作克劳洛。然而，由于日东尔美河道小型曲折极多，其长度略长，故2011年中科院遥感所将日东尔美（又称日东河，藏語：རི་གདོང་ཆུ་，藏语拼音：Ridong Qu，为区分同属察隅县的另一条日东曲而作日东尔美）确定为独龙江正源并为国际社会所接受，而原被标作克劳洛上游的河段被重定作嘎达曲下游。日东尔美上游名称颇多，有“力身曲”、“桑久曲”、“曲阿曲”（藏語：ཆུ་བ་ཆུ་，藏语拼音：Quwa Qu）、“木录曲”（藏語：མུ་རུབ་ཆུ་，藏语拼音：Murub Qu）等，它发源于伯舒拉岭南部金拉山口的拉卡错，源头溪流名为金通（金通隆巴）。

## 走向
由克劳洛（kə³¹lɔʔ⁵⁵ rə³¹məi⁵³）和麻必洛（məŋ³¹bli⁵³ rə³¹məi⁵³）汇合起始称“独龙江”，向南流经担当利卡山和高黎贡山之间的峡谷，即中国云南省怒江州贡山县独龙江乡，之后转而向西进入缅甸克钦邦，在缅甸克钦邦境内Salaunga附近与驼洛江（也称脱落江；缅甸称之为南塔曼河，英文为 Nam Tamai River）汇合，改称为恩梅开江或恩梅河（侬日旺语：Rvmetì “江水”；景颇语：Nmai hka　“尾巴河”）。国内全长250公里，流域面积1947平方公里。缅甸境内段长约30余公里。该江因中国五十六个民族之一的独龙族世居于此而得名。独龙江流域降水丰富，沿岸地勢高低落差极大，水流湍急。

## 交通

### 进藏交通
沿麻必洛及沿日东尔美各有一些古道，均穿越大段无人区，有一定危险性，常为驴友穿越所用（如翻越滴舍尔山口或莫拢腊卡）。
沿克劳洛－吉太曲－木录曲正在修建一条27.54公里长的时速20公里级的四级公路——独龙江通藏公路（熊当－迪布里－日东村公路），建成后将成为继澜沧江通道、怒江通道之后的第三条滇藏公路，计为怒江通道的支线。
另外，沿克劳洛－吉太曲（嘎达曲）被提议修建一条55公里的雄当－迪布里－吉太村公路，衔接自吉太村翻阅益秀拉山口通往察隅县城（竹瓦根镇中心）的简易公路。
由于自日东尔美（木录曲）已有翻越昌拉垭口（昌拉隆巴谷地）去往嘎达曲流域（乃至吉太村）的简易公路，而且还可翻越牙那曲／日巴曲山口通往怒江流域的察瓦隆，吉太村提案唯一的亮点是“不用翻越雪山就可以到达吉太村”，另外吉太曲（嘎达曲）谷地普遍比日东尔美（木录曲）海拔低；而日东尔美（木录曲）则村落较多，既有简易公路较多，所需新修路段较短。以上两种方案共有的雄当－迪布里段10公里已修成毛路，目前遇到“重大项目支撑力度弱”问题。

### 进怒交通
怒江－独龙江公路过去条件很差，原需翻越黑普破洛山口，无法全年通车。穿越挡哈山的隧道打通后，独龙江流域经济飞速发展，最终促成了独龙族整体脱贫。

## 旅游
2021年，位于怒江州境内的独龙江景区被评为4A级景区。